# José Luis Salinas
Pour les articles homonymes, voir Salinas.
José Luis Salinas (né le 11 février 1908 à Buenos Aires et mort le 10 janvier 1985) est un dessinateur argentin de bandes dessinées. Il est le père du dessinateur Alberto Salinas.
Dessinateur réaliste réputé, Salinas, très populaire en Amérique du Sud dans les années 1940, notamment pour sa série Hernán el corsario (1936-1938 et 1945-1946), reste surtout connu comme dessinateur du comic strip américain Cisco Kid de 1951 à 1968.

## Biographie
Salinas était autodidacte, n'ayant pas étudié le dessin, à l'exception des cours obligatoires des trois premières années du lycée.
En 1929, et après une brève incursion dans "Pages of Columba" et dans "The Tony", il a commencé à travailler pour la publicité. En 1936, il publie son premier travail de dessin animé dans le magazine Patoruzú. Salinas a dessiné et écrit Hernán el Corsario, avec une dédicace singulière.
Il est ensuite appelé pour le magazine El Hogar (1937), une page hebdomadaire intitulée Les grands romans d'aventures, où il adapte des auteurs comme Alexandre Dumas, H. Rider Haggard, la baronne Orczy, Emilio Salgari, etc.
En 1971, également pour King Features, Dick the Artillery interprète des textes d'Alfredo Julio Grassi, une bande qu'il a dessinée il y a un peu plus d'un an. À cette époque, il travailla à la réalisation d'illustrations pour l'éditeur anglais Fleetway. Dans les années suivantes, il se consacra à l'illustration, travaillant notamment sur les publications de Manuel García Ferré et d'autres éditeurs.
De 1980 à 1981, il crée avec son fils les illustrations des récits historiques de Carlos Alberto Aguilar pour la série télévisée Microhistorias del mundo.
En 1984, il a été déclaré citoyen illustre par la municipalité de la ville de Buenos Aires. Il est décédé le 10 janvier 1985.

## Publications
- 1958 : Cisco Kid, scénario de Rod Reed, Samedi-Jeunesse no 8
- 1982 : Cisco Kid T.1, période de janvier 1951 à janvier 1952, scénario de Rod Reed, éd. Slatkine

## Prix
- 1976 :  Prix Yellow-Kid « une vie consacrée au cartoon », remis par l'organisation du festival de Lucques